# 尤多拉 (密西西比州)
尤多拉（英語：Eudora）是位於美國密西西比州德索托縣的普查規定居民點。

## 人口
根據2020年美國人口普查的數據，尤多拉的面積為10.38平方千米，當中陸地面積為10.19平方千米，而水域面積為0.19平方千米。當地共有人口386人，而人口密度為每平方千米37.19人。